# Oksana Yarikova
Oksana Yarikova (russisch Оксана Ярикова; engl. Transkription Oksana Yarikova; * 2. April 1976) ist eine ehemalige usbekische Tennisspielerin.

## Karriere
Yarikova spielte 1995 und 1997 in insgesamt vier Begegnungen fünf Matche für die usbekische Fed-Cup-Mannschaft, von denen sie drei gewinnen konnte.